# Pangio semicincta
Pangio semicincta is een straalvinnige vissensoort uit de familie van de modderkruipers (Cobitidae). De wetenschappelijke naam van de soort is voor het eerst geldig gepubliceerd in 1940 door Fraser-Brunner.